# Giải vô địch bóng đá nữ châu Âu 2017 (Bảng D)
Bảng D Giải vô địch bóng đá nữ châu Âu 2017 gồm các đội Anh, Scotland, Bồ Đào Nha và Tây Ban Nha. Các trận đấu diễn ra từ 17 tới 25 tháng 7 năm 2017.

## Bảng xếp hạng
| VT | Đội         | ST | T | H | B | BT | BB | HS | Đ | Giành quyền tham dự     |
| -- | ----------- | -- | - | - | - | -- | -- | -- | - | ----------------------- |
| 1  | Anh         | 3  | 3 | 0 | 0 | 10 | 1  | +9 | 9 | Vòng đấu loại trực tiếp |
| 2  | Tây Ban Nha | 3  | 1 | 0 | 2 | 2  | 3  | −1 | 3 | Vòng đấu loại trực tiếp |
| 3  | Scotland    | 3  | 1 | 0 | 2 | 2  | 8  | −6 | 3 |                         |
| 4  | Bồ Đào Nha  | 3  | 1 | 0 | 2 | 3  | 5  | −2 | 3 |                         |

1. 1 2 3  Hệ số đối đầu:
  - Tây Ban Nha: 3 đ (1 T, 0 H, 1 B), +1 HS (2 BT, 1 BB)
  - Scotland: 3 đ (1 T, 0 H, 1 B), 0 HS (2 BT, 2 BB)
  - Bồ Đào Nha: 3 đ (1 T, 0 H, 1 B), −1 HS (2 BT, 3 BB)

Tại tứ kết:
- Đội nhất bảng D, Anh, gặp đội nhì Bảng C, Pháp.
- Đội nhì bảng D, Tây Ban Nha, gặp đội nhất Bảng C, Áo.

## Kết quả
Múi giờ địa phương là UTC+2.

### Tây Ban Nha v Bồ Đào Nha
| Tây Ban Nha                 | 2–0      | Bồ Đào Nha |
| --------------------------- | -------- | ---------- |
| - Losada 23' - Sampedro 42' | Chi tiết |            |

| Tây Ban Nha | Bồ Đao Nha |

| TM               | 13 | Sandra Paños       |  |     |
| HVP              | 3  | Marta Torrejón (c) |  |     |
| TrV              | 4  | Irene Paredes      |  |     |
| TrV              | 5  | Andrea Pereira     |  |     |
| HVT              | 21 | Leila Ouahabi      |  | 89' |
| TVP              | 8  | Amanda Sampedro    |  |     |
| TVG              | 15 | Silvia Meseguer    |  |     |
| TVT              | 14 | Victoria Losada    |  |     |
| TĐP              | 22 | Mariona Caldentey  |  |     |
| TĐ               | 10 | Jennifer Hermoso   |  | 65' |
| TĐT              | 11 | Alexia Putellas    |  | 81' |
| Thay người:      |    |                    |  |     |
| TĐ               | 9  | Mari Paz Vilas     |  | 65' |
| TĐ               | 19 | Bárbara Latorre    |  | 81' |
| HV               | 20 | María Pilar León   |  | 89' |
| Huấn luyện viên: |    |                    |  |     |
| Jorge Vilda      |    |                    |  |     |

| TM               | 12 | Patrícia Morais  |  |     |
| HVP              | 9  | Ana Borges       |  |     |
| TrV              | 4  | Sílvia Rebelo    |  |     |
| TrV              | 15 | Carole Costa     |  |     |
| HVT              | 14 | Dolores Silva    |  |     |
| TVL              | 11 | Tatiana Pinto    |  |     |
| TVP              | 17 | Vanessa Marques  |  |     |
| TVT              | 20 | Suzane Pires     |  | 71' |
| TVC              | 7  | Cláudia Neto (c) |  |     |
| TĐ               | 10 | Ana Leite        |  | 59' |
| TĐ               | 16 | Diana Silva      |  | 85' |
| Thay người:      |    |                  |  |     |
| TĐ               | 18 | Carolina Mendes  |  | 59' |
| TV               | 23 | Mélissa Antunes  |  | 71' |
| TĐ               | 8  | Laura Luís       |  | 85' |
| Huấn luyện viên: |    |                  |  |     |
| Francisco Neto   |    |                  |  |     |

| Cầu thủ xuất sắc nhất trận: Amanda Sampedro (Tây Ban Nha) Trợ lý trọng tài: Petruta Iugulescu (România) Mihaela Gomoescu (România) Trọng tài thứ tư: Katalin Kulcsár (Hungary) |

### Anh v Scotland
| Anh                                                           | 6–0      | Scotland |
| ------------------------------------------------------------- | -------- | -------- |
| - Taylor 11', 26', 53' - White 32' - Nobbs 87' - Duggan 90+3' | Chi tiết |          |

| Anh | Scotland |

| TM               | 1  | Karen Bardsley     |     |     |
| HVP              | 2  | Lucy Bronze        |     |     |
| TrV              | 5  | Steph Houghton (c) | 55' |     |
| TrV              | 16 | Millie Bright      |     |     |
| HVT              | 3  | Demi Stokes        |     |     |
| TVG              | 11 | Jade Moore         |     |     |
| TVG              | 4  | Jill Scott         | 62' |     |
| TVP              | 7  | Jordan Nobbs       |     |     |
| TVC              | 23 | Fran Kirby         |     | 65' |
| TVT              | 18 | Ellen White        |     | 74' |
| TĐ               | 9  | Jodie Taylor       |     | 59' |
| Thay người:      |    |                    |     |     |
| TĐ               | 19 | Toni Duggan        |     | 59' |
| TĐ               | 17 | Nikita Parris      |     | 65' |
| TV               | 14 | Karen Carney       |     | 74' |
| Huấn luyện viên: |    |                    |     |     |
| Mark Sampson     |    |                    |     |     |

| TM               | 1  | Gemma Fay (c)   |     |     |
| HVP              | 17 | Frankie Brown   |     |     |
| TrV              | 4  | Ifeoma Dieke    |     |     |
| TrV              | 2  | Vaila Barsley   |     |     |
| HVT              | 23 | Chloe Arthur    |     |     |
| TVL              | 14 | Rachel Corsie   |     | 76' |
| TVP              | 11 | Lisa Evans      |     |     |
| TVG              | 10 | Leanne Crichton |     |     |
| TVG              | 9  | Caroline Weir   | 84' |     |
| TVT              | 22 | Fiona Brown     |     | 46' |
| TĐ               | 13 | Jane Ross       |     | 63' |
| Thay người:      |    |                 |     |     |
| TV               | 19 | Lana Clelland   |     | 46' |
| TV               | 8  | Erin Cuthbert   |     | 63' |
| TV               | 6  | Joanne Love     |     | 76' |
| Huấn luyện viên: |    |                 |     |     |
| Anna Signeul     |    |                 |     |     |

| Cầu thủ xuất sắc nhất trận: Jodie Taylor (Anh) Trợ lý trọng tài: Belinda Brem (Thụy Sĩ) Sanja Rodjak Karšić (Croatia) Trọng tài thứ tư: Jana Adámková (Cộng hòa Séc) |

### Scotland v Bồ Đào Nha
| Scotland     | 1–2      | Bồ Đào Nha                |
| ------------ | -------- | ------------------------- |
| Cuthbert 68' | Chi tiết | C. Mendes 27' · Leite 72' |

| Scotland | Bồ Đào Nha |

| TM               | 1  | Gemma Fay (c)     |     |     |
| HVP              | 18 | Rachel McLauchlan |     | 82' |
| TrV              | 4  | Ifeoma Dieke      |     |     |
| TrV              | 2  | Vaila Barsley     |     |     |
| HVT              | 20 | Kirsty Smith      |     |     |
| TVL              | 14 | Rachel Corsie     | 75' |     |
| TVP              | 11 | Lisa Evans        |     |     |
| TVG              | 10 | Leanne Crichton   |     |     |
| TVG              | 9  | Caroline Weir     |     |     |
| TVT              | 22 | Fiona Brown       |     | 67' |
| TĐ               | 19 | Lana Clelland     |     | 54' |
| Thay người:      |    |                   |     |     |
| TV               | 8  | Erin Cuthbert     |     | 54' |
| TV               | 7  | Hayley Lauder     |     | 67' |
| TV               | 6  | Joanne Love       |     | 82' |
| Huấn luyện viên: |    |                   |     |     |
| Anna Signeul     |    |                   |     |     |

| TM               | 12 | Patrícia Morais  | 86' |       |
| HVP              | 9  | Ana Borges       |     |       |
| TrV              | 4  | Sílvia Rebelo    | 76' |       |
| TrV              | 15 | Carole Costa     | 2'  |       |
| HVT              | 14 | Dolores Silva    |     | 90+2' |
| TVL              | 11 | Tatiana Pinto    |     |       |
| TVP              | 19 | Amanda Da Costa  |     | 76'   |
| TVT              | 17 | Vanessa Marques  |     |       |
| TVC              | 7  | Cláudia Neto (c) | 89' |       |
| TĐ               | 18 | Carolina Mendes  |     | 70'   |
| TĐ               | 16 | Diana Silva      | 47' |       |
| Thay người:      |    |                  |     |       |
| TĐ               | 10 | Ana Leite        |     | 70'   |
| TV               | 20 | Suzane Pires     |     | 76'   |
| TĐ               | 8  | Laura Luís       |     | 90+2' |
| Huấn luyện viên: |    |                  |     |       |
| Francisco Neto   |    |                  |     |       |

| Cầu thủ xuất sắc nhất trận: Dolores Silva (Bồ Đào Nha) Trợ lý trọng tài: Judit Kulcsár (Hungary) Nicolet Bakker (Hà Lan) Trọng tài thứ tư: Lina Lehtovaara (Phần Lan) |

### Anh v Tây Ban Nha
| Anh                     | 2–0      | Tây Ban Nha |
| ----------------------- | -------- | ----------- |
| - Kirby 2' - Taylor 85' | Chi tiết |             |

| Anh | Tây Ban Nha |

| TM               | 1  | Karen Bardsley      |  |     |
| HVP              | 2  | Lucy Bronze         |  |     |
| TrV              | 5  | Steph Houghton (c)  |  |     |
| TrV              | 16 | Millie Bright       |  |     |
| HVT              | 3  | Demi Stokes         |  |     |
| TVG              | 11 | Jade Moore          |  |     |
| TVG              | 4  | Jill Scott          |  |     |
| TVP              | 7  | Jordan Nobbs        |  |     |
| TVC              | 23 | Fran Kirby          |  | 69' |
| TVT              | 18 | Ellen White         |  | 79' |
| TĐ               | 9  | Jodie Taylor        |  | 89' |
| Thay người:      |    |                     |  |     |
| TV               | 8  | Isobel Christiansen |  | 69' |
| TĐ               | 19 | Toni Duggan         |  | 79' |
| HV               | 6  | Jo Potter           |  | 89' |
| Huấn luyện viên: |    |                     |  |     |
| Mark Sampson     |    |                     |  |     |

| TM               | 13 | Sandra Paños        |     |     |
| TrV              | 3  | Marta Torrejón (c)  |     |     |
| TrV              | 5  | Andrea Pereira      | 69' |     |
| TrV              | 4  | Irene Paredes       | 31' |     |
| TVL              | 15 | Silvia Meseguer     |     |     |
| TVG              | 14 | Victoria Losada     |     | 73' |
| TVG              | 11 | Alexia Putellas     |     |     |
| TVP              | 7  | Marta Corredera     |     |     |
| TVT              | 21 | Leila Ouahabi       |     | 89' |
| TĐ               | 10 | Jennifer Hermoso    |     |     |
| TĐ               | 8  | Amanda Sampedro     |     | 89' |
| Thay người:      |    |                     |     |     |
| TĐ               | 17 | Olga García         |     | 73' |
| TĐ               | 19 | Bárbara Latorre     |     | 89' |
| TV               | 6  | Virginia Torrecilla |     | 89' |
| Huấn luyện viên: |    |                     |     |     |
| Jorge Vilda      |    |                     |     |     |

| Cầu thủ xuất sắc nhất trận: Lucy Bronze (Anh) Trợ lý trọng tài: Lucia Abruzzese (Ý) Chrysoula Kourompylia (Hy Lạp) Trọng tài thứ tư: Monika Mularczyk (Ba Lan) |

### Bồ Đào Nha v Anh
| Bồ Đào Nha    | 1–2      | Anh                      |
| ------------- | -------- | ------------------------ |
| C. Mendes 17' | Chi tiết | - Duggan 7' - Parris 48' |

| Bồ Đào Nha | Anh |

| TM               | 12 | Patrícia Morais  |  |     |
| HVP              | 9  | Ana Borges       |  |     |
| TrV              | 4  | Sílvia Rebelo    |  |     |
| TrV              | 15 | Carole Costa     |  |     |
| HVT              | 14 | Dolores Silva    |  |     |
| TVL              | 11 | Tatiana Pinto    |  |     |
| TVG              | 23 | Mélissa Antunes  |  |     |
| TVG              | 20 | Suzane Pires     |  | 79' |
| TVC              | 7  | Cláudia Neto (c) |  |     |
| TĐ               | 18 | Carolina Mendes  |  | 64' |
| TĐ               | 16 | Diana Silva      |  | 87' |
| Thay người:      |    |                  |  |     |
| TĐ               | 10 | Ana Leite        |  | 64' |
| TV               | 19 | Amanda Da Costa  |  | 79' |
| TĐ               | 8  | Laura Luís       |  | 87' |
| Huấn luyện viên: |    |                  |  |     |
| Francisco Neto   |    |                  |  |     |

| TM               | 13 | Siobhan Chamberlain |     |     |
| HVP              | 22 | Alex Scott          |     |     |
| TrV              | 15 | Laura Bassett (c)   |     |     |
| TrV              | 16 | Millie Bright       |     | 60' |
| HVT              | 20 | Alex Greenwood      |     |     |
| TVG              | 10 | Fara Williams       | 5'  |     |
| TVG              | 6  | Jo Potter           |     |     |
| TVP              | 14 | Karen Carney        |     |     |
| TVC              | 19 | Toni Duggan         |     | 81' |
| TVT              | 8  | Isobel Christiansen | 27' |     |
| TĐ               | 17 | Nikita Parris       |     |     |
| Thay người:      |    |                     |     |     |
| TV               | 7  | Jordan Nobbs        |     | 60' |
| HV               | 3  | Demi Stokes         |     | 81' |
| Huấn luyện viên: |    |                     |     |     |
| Mark Sampson     |    |                     |     |     |

| Cầu thủ xuất sắc nhất trận: Toni Duggan (Anh) Trợ lý trọng tài: Maryna Striletska (Ukraina) Oleksandra Ardasheva (Ukraina) Trọng tài thứ tư: Esther Staubli (Thụy Sĩ) |

### Scotland v Tây Ban Nha
| Scotland | 1–0      | Tây Ban Nha |
| -------- | -------- | ----------- |
| Weir 42' | Chi tiết |             |

| Scotland | Tây Ban Nha |

| TM               | 1  | Gemma Fay (c)   | 40' |     |
| HVP              | 17 | Frankie Brown   | 44' |     |
| TrV              | 4  | Ifeoma Dieke    |     |     |
| TrV              | 14 | Rachel Corsie   |     |     |
| HVT              | 23 | Chloe Arthur    |     |     |
| TVL              | 10 | Leanne Crichton |     |     |
| TVP              | 11 | Lisa Evans      |     |     |
| TVG              | 6  | Joanne Love     |     | 73' |
| TVG              | 9  | Caroline Weir   |     |     |
| TVT              | 8  | Erin Cuthbert   |     |     |
| TĐ               | 5  | Leanne Ross     |     | 46' |
| Thay người:      |    |                 |     |     |
| TV               | 19 | Lana Clelland   |     | 46' |
| TĐ               | 22 | Fiona Brown     |     | 73' |
| Huấn luyện viên: |    |                 |     |     |
| Anna Signeul     |    |                 |     |     |

| TM               | 13 | Sandra Paños (c)  |     |     |
| HVP              | 3  | Marta Torrejón    |     |     |
| TrV              | 5  | Andrea Pereira    |     |     |
| TrV              | 4  | Irene Paredes     |     |     |
| HVT              | 21 | Leila Ouahabi     | 54' | 56' |
| TVP              | 8  | Amanda Sampedro   |     |     |
| TVG              | 15 | Silvia Meseguer   |     |     |
| TVT              | 14 | Victoria Losada   |     |     |
| TĐP              | 22 | Mariona Caldentey |     | 79' |
| TĐ               | 10 | Jennifer Hermoso  |     | 46' |
| TĐT              | 11 | Alexia Putellas   |     |     |
| Thay người:      |    |                   |     |     |
| TĐ               | 9  | Mari Paz Vilas    |     | 46' |
| TĐ               | 7  | Marta Corredera   |     | 56' |
| TĐ               | 19 | Bárbara Latorre   |     | 79' |
| Huấn luyện viên: |    |                   |     |     |
| Jorge Vilda      |    |                   |     |     |

| Cầu thủ xuất sắc nhất trận: Caroline Weir (Scotland) Trợ lý trọng tài: Lucie Ratajová (Cộng hòa Séc) Maria Sukenikova (Slovakia) Trọng tài thứ tư: Lina Lehtovaara (Phần Lan) |